# Élections législatives en Tunisie
Les élections législatives en Tunisie permettent d'élire les députés siégeant à l'Assemblée des représentants du peuple, chambre basse du Parlement depuis l'adoption de la Constitution de 2022. Auparavant, selon la Constitution de 1959, elles permettaient d'élire la chambre basse dénommée successivement « Assemblée nationale » puis « Chambre des députés ».
Les dernières élections se sont tenues les 17 décembre 2022 et 29 janvier 2023.

## Historique
- Élections législatives tunisiennes de 1959
- Élections législatives tunisiennes de 1964
- Élections législatives tunisiennes de 1969
- Élections législatives tunisiennes de 1974
- Élections législatives tunisiennes de 1979
- Élections législatives tunisiennes de 1981
- Élections législatives tunisiennes de 1986
- Élections législatives tunisiennes de 1989
- Élections législatives tunisiennes de 1994
- Élections législatives tunisiennes de 1999
- Élections législatives tunisiennes de 2004
- Élections législatives tunisiennes de 2009
- Élections législatives tunisiennes de 2014
- Élections législatives tunisiennes de 2019
- Élections législatives tunisiennes de 2022-2023

## Déroulement
Les membres de l'assemblée sont élus au suffrage universel pour un mandat de cinq ans.
La première élection présidentielle et législative a eu lieu en 1959. Par la suite, les deux scrutins ont lieu le même jour, plus précisément un dimanche. En 2014, elles ont lieu séparément.

## Qualité d'électeur
(octobre 2016).
Chaque électeur doit : 
- être âgé d'au moins 18 ans le jour du scrutin ;
- être un citoyen tunisien ou naturalisé depuis au moins cinq ans ;
- jouir de ses droits civils et politiques ;
- n'avoir jamais été condamné pour un crime ou un délit (avec une peine de prison de plus de trois mois sans sursis), mis sous tutelle, déclaré en faillite non réhabilitée, être atteint de maladie mentale, être en service actif dans l'armée ou les forces de sécurité intérieures[2].

## Candidatures
(octobre 2016).

### Conditions
Chaque candidat doit :
- être un électeur ;
- être âgé d'au moins 23 ans ;
- avoir la nationalité tunisienne ;
- être né de père tunisien ou de mère tunisienne ;
- déposer sa candidature auprès d'une autorité régionale compétente durant la quatrième semaine précédant les élections ;
- faire partie d'une liste comportant autant de noms qu'il y a de sièges à pourvoir dans la circonscription[2].

### Incompatibilités
Aucun candidat ne doit : 
- être membre de la magistrature ;
- occupé des fonctions publiques non électives rétribuées par l'État ;
- être président ou membre du Conseil constitutionnel ;
- être directeur ou agent d'une entreprise nationale ou d'un établissement public ;
- être résident ou membres du Conseil économique et social ;
- être ambassadeur ;
- être gouverneur, premier délégué, délégué ou chef de secteur ;
- avoir des fonctions conférées et rémunérées par un État étranger ou une organisation internationale ;
- être membre du gouvernement[2].